# Александровка (Ардатовский район)
Алекса́ндровка — покинутое село в Ардатовском районе Нижегородской области Россия. Входило в состав упраздненного Чуварлей-Майданского сельсовета. В данный момент входит в состав городского поселения рабочего поселка Ардатов.

## Этимология
Существуют две версии происхождения названия села: согласно первой, топоним произошёл от имени помещика Александра Елагина, владевшего здесь землёй, согласно второй, в названии увековечено имя российского императора Александра II.

## История
Александровка, как утверждают старожилы, возникла в 1850 г. Основали её жители Тер-Клоповки, которые по жребию выехали в лес, принадлежавший Александре Елагиной. По имени владелицы якобы и был назван новый населенный пункт.
Перед XX веком землевладение было общинным, надушу приходилось по 4,5 десятины. Крестьян, имевших собственную землю, в деревне не было. Недостаток земель — главным образом культурных лугов — александровцы восполняли за счет аренды у соседних помещиков. Арендовали до 80 десятин земли. На крестьянских подворьях содержалось 40 лошадей, 50 голов крупного рогатого скота и 110 голов мелкого домашнего скота. Помимо земледелия в деревне были развиты кустарные промыслы. В середине XIX в. Александровка была местом товарного производства кадушек и ведер из осины и ели. Но к 1880-м гг. этот промысел утратил свое значение. Зато число апександровцев, занимавшихся другим промыслом— пилкой леса, возросло вдвое. Большинство мужского населения было занято с апреля до июля выпилкой леса и протесин из еловых и сосновых бревен. Лучшим материалом считались сосновые бревна. Их запасали и закупали в течение зимы: кто по нескольку бревен, а кто и возами. Инструмент кустарей был несложен: топор, поперечная и продольная пилы. Для пилки требовались козлы, на которые укладывалось до 8 бревен. В работе участвовало 2 человека: один (более ловкий) забирался на козлы, другой вставал внизу: работали двуручной пилой. Часто александровцы нанимали в качестве второго пильщика работников из соседних селений. Тес сбывался в течение лета на базарах Ардатова по 10руб. за сотню, протесины стоили в четыре раза дороже. Зимой, по установлении санного пути, крестьяне приступали к другому лесному промыслу — рубке и возке дров. Земледелие, пилка теса и рубка дров, а также извоз дров полностью обеспечивали достаток жителям Александровки.
В начале XX в. деревня относилась к Гарской волости Ардатовского уезда. В 1910 г. в деревне числился 41 двор, составлявший одно крестьянское общество. Селом, как считают местные жители, Александровка стала в 1912 г., когда в деревне, а вернее сказать, между д. Александровкой и д. Каркалей была построена церковь. Деньги-1000 руб. — на её строительство, по воспоминаниям старожилов, выделила дочь князя Звенигородского Анна. В 1912 г. в Александровке насчитывалось 53 двора, 312 жителей и 309 голов домашнего скота.
В декабре 1917 г. в селе была установлена советская власть. Первым председателем комитета бедноты стал Ф. В. Будылин, секретарем—В. И. Футин.
В 1931 г. организовали колхоз, в него вошло 12 хозяйств. Его председателем стал Маркей Павлович Крючков, затем на долгое время — А. И. Косоногов. Коллективизация продолжалась около двух лет. Трактор появился в 1936 г. , на нем работали Е. Ф. Косоногов и Т. Е. Скотинков.
С 1969 г. Александровка вошла в совхоз «Каркалейский». Население работало в совхозе. Все семьи имели приусадебные участки — по 40 соток земли ка хозяйство.

## Географическое положение
Село Александровка находится на юго-западе Нижегородской области России, в 1 км севернее автомобильной дороги Ардатов — Чуварлей-Майдан — Каркалей. Расстояние до Ардатова — 21 км на юго-запад. Село соединено просёлочными дорогами на северо-западе с деревней Гагарской (расстояние 3 км), на северо-востоке — с упразднённым посёлком Блюдо (2 км), на юге — с деревней Каркалей (2 км) и на юго-западе с деревней Дальнепесочной (5 км). Лиственные леса обступают Александровку с востока и с запада, южнее села находится небольшое озеро. Высота над уровнем моря около 174 метров.
Село Александровка, как и вся Нижегородская область, находится в часовой зоне МСК (московское время). Смещение применяемого времени относительно UTC составляет +3:00.

## Административная принадлежность
Село Александровка входит в состав административно-территориального образования Рабочий посёлок Ардатов Ардатовского муниципального округа Нижегородской области Российской Федерации.

## Климат
Село находится в зоне умеренно-континентального климата, который характеризуется холодной продолжительной зимой и тёплым, но достаточно коротким летом. За год выпадает в среднем 450—550 мм осадков, из них 68 % — в виде дождя и 32 % — в виде снега. Среднегодовая относительная влажность воздуха — 76 %. Снежный покров достигает 50 см, а в особо снежные зимы может достигать одного метра и более.
Весна приходит резко, обычно к середине апреля, при этом вплоть до середины мая нередки заморозки. Лето сравнительно короткое и достаточно жаркое — в отдельные годы температура может достигать 36 °C. Шапка лета приходится на июль. В конце весны и лета нередки грозы — их может случаться до 20 за год, почти каждый год выпадает град. Осень приходит в сентябре и стоит до начала ноября, но уже в сентябре нередки заморозки. Зима наступает в начале ноября и продолжается до середины марта. Обычно первый снег выпадает в октябре и держится в течение пяти месяцев, сходит к 10—15 апреля. Почва промерзает на глубину 70—90 см.
Вегетационный период составляет 189 дней, продолжительность безморозного периода — 137 дней.

## Население
| Численность населения | Численность населения | Численность населения | Численность населения | Численность населения | Численность населения | Численность населения | Численность населения | Численность населения | Численность населения | Численность населения |
| 1859                  | 1880                  | 1912                  | 1916                  | 1974                  | 1980                  | 1990                  | 1999                  | 2002                  | 2010                  | 2021                  |
| --------------------- | --------------------- | --------------------- | --------------------- | --------------------- | --------------------- | --------------------- | --------------------- | --------------------- | --------------------- | --------------------- |
| 153                   | ↗201                  | ↗312                  | ↗358                  | ↘172                  | ↘110                  | ↘47                   | →47                   | ↘31                   | ↘17                   | ↘0                    |

## Инфраструктура
Единственная улица села — 8 Марта.